# Johanniterkomturei in Salgesch

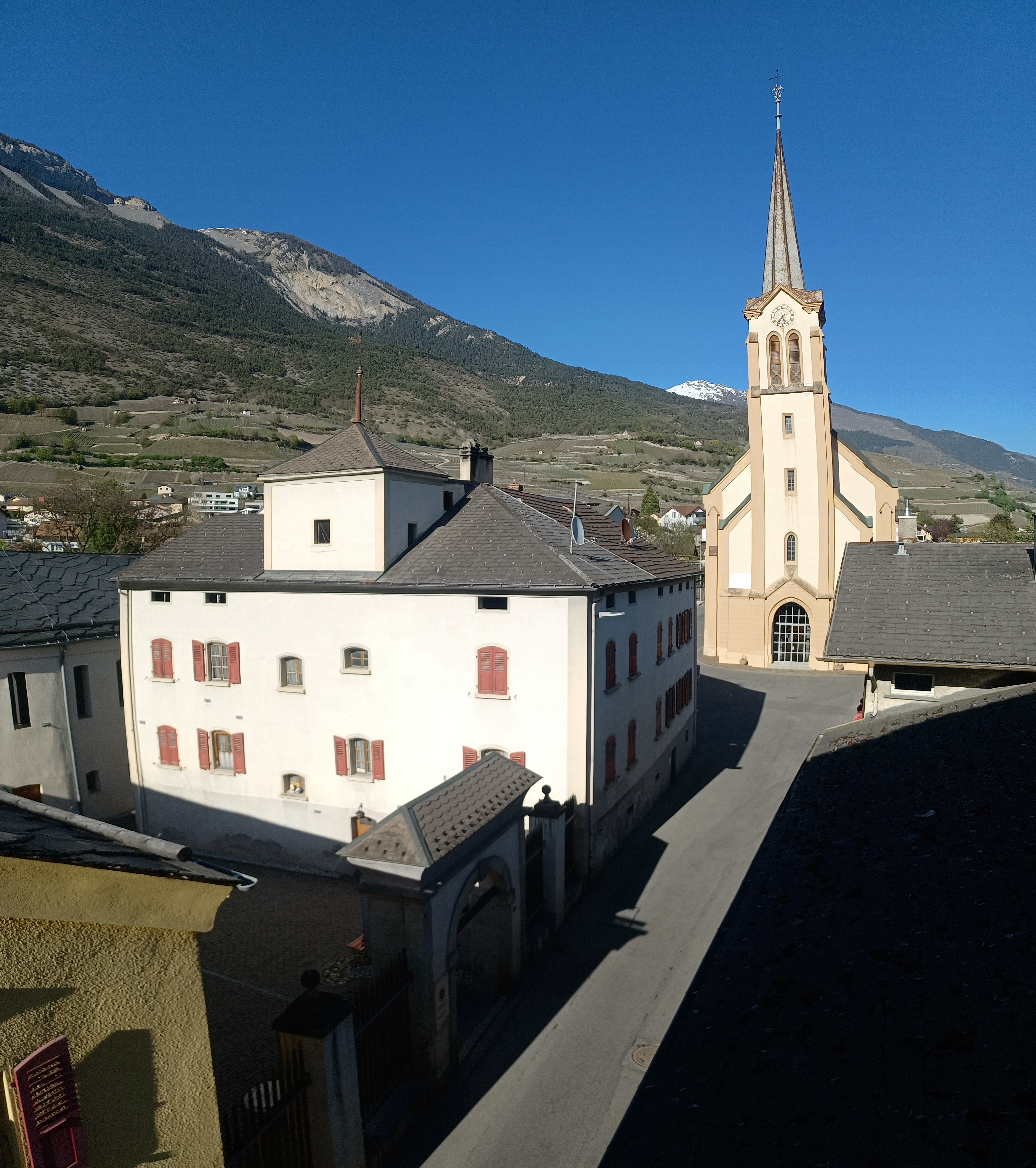
Ehemalige Johanniterkomturei in Salgesch

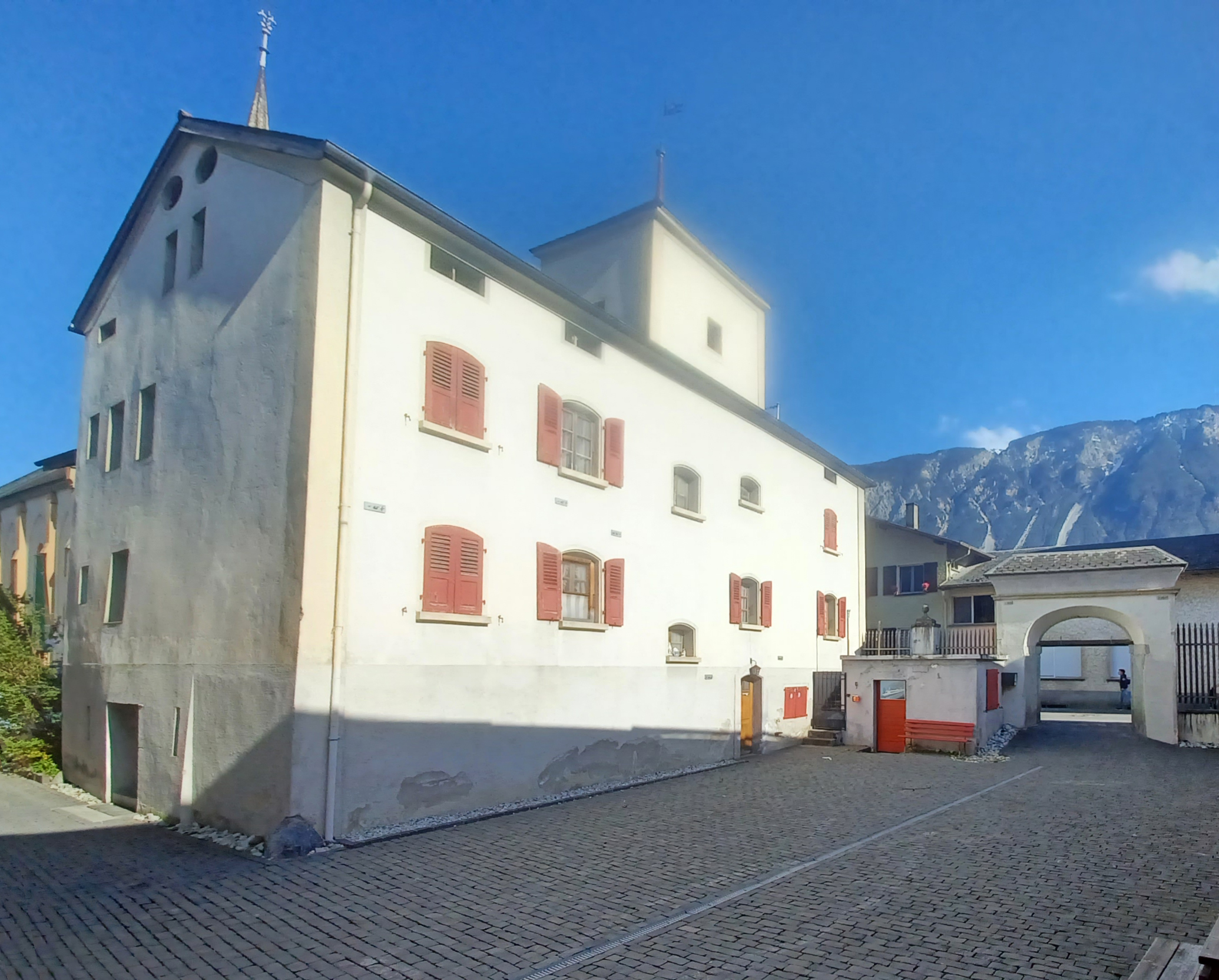
Hof mit nicht im Renovierungsprojekt enthaltenem Gebäudeteil

Die Johanniterkomturei in Salgesch war eine Kommende des Johanniterordens in der Ortsmitte der Gemeinde Salgesch in der Schweiz. Heute beherbergt das Gebäude das Natur- und Landschaftszentrum Salgesch und ist der administrative Sitz des Naturparks Pfyn-Finges.

## Geschichte
Die Komturei dürfte als Hospiz, also zur Beherbergung von Reisenden über den Simplonpass, gedient haben. Nur bis ins Spätmittelalter reichen die archäologischen Funde zurück, die über Vorgängerbauten auf dem heutigen Gelände der Komturei Auskunft geben können. Es wurden Reste eines Wohnhauses, einer Scheune und eines Pförtnerhauses gefunden. Das danach errichtete, stattliche Gebäude stammt aus dem 17. Jahrhundert und gab der Gemeinde Anlass, es aufgrund seines tristen Äusseren nach Zerfall, Abbruch und Brand in der zweiten Hälfte der 2000er Jahre umfassend sanieren zu lassen. Beauftragt wurde dazu das Architekturbüro Imboden & Troger in Visp. Zu diesem Zweck wurde es unter kantonalen Kulturgüterschutz gestellt.
Die zuvor privaten Liegenschaften mussten zunächst von der Gemeinde erworben werden, was etwa ein Jahrzehnt beanspruchte. Um eine spätere Nutzung sicherzustellen, war die Erarbeitung eines an die neuzeitlichen Nutzungsbedürfnisse angepassten Konzepts erforderlich, das gleichzeitig auch den heutigen Bauauflagen entsprach. Gemäss Angaben des Architekturbüros entwickelte sich dieses Bauvorhaben zu einem «Mix von Restaurieren und Konservieren».
Der südwestliche Baukörper mit seinen über drei Stockwerke reichenden, prägnanten Fensterreihen ist zur Gemeindekanzlei geworden. Zwischen diesem und dem ehemaligen Stallgebäude wurde in die Lücke ein Neubau integriert, in den die Geschäftsstelle des Natur- und Landschaftszentrums eingezogen ist. Innerhalb dieses Gebäudeteils befindet sich seit 2006 im Erdgeschoss auch das sogenannte Sensorium, das dem Weinort Salgesch als Oenothek dient.
Struktur, Baumaterialien und Farbgebung «setzen hier einen eigenständigen Akzent zu den historischen Gebäuden». Hohe Energieeffizienz wurde unter anderem durch einen 15 cm dicken Dämmputz an den Innenwänden sichergestellt. Von den Baukosten brauchte nur der 20. Teil für die Übererfüllung der Energieauflagen aufgewendet zu werden, betont der Architekt Klaus Troger.
Nicht in dem Renovierungsprojekt eingeschlossen waren das zum Ensemble gehörende Portal zur Strasse hin und der östlich davon stehende Baukörper, der den Hof zur Kirche St. Johann hin abschliesst.